# JasperReports
JasperReports is een  Java-gebaseerde opensource-rapportagetool. JasperReports is ontwikkeld door JasperSoft en vrijgegeven onder de LGPL-licentie.  Het kan gebruikt worden in Javaprogramma's zoals Java EE en internettoepassingen om dynamische inhoud te genereren. Het volgt de instructies van een XML- of .jasper-bestand. JasperReports maakt deel uit van het opensource-initiatief Lisog. 
JasperReports is ontwikkeld en bedacht door de Roemeen Theodor Danciu en heeft inmiddels meer dan 10.000 actieve gebruikers.